# Otis Orchards-East Farms
Otis Orchards-East Farms is een plaats (census-designated place) in de Amerikaanse staat Washington, en valt bestuurlijk gezien onder Spokane County.

## Demografie
Bij de volkstelling in 2000 werd het aantal inwoners vastgesteld op 6318.

## Geografie
Volgens het United States Census Bureau beslaat de plaats een oppervlakte van
21,1 km², waarvan 20,8 km² land en 0,3 km² water.

## Plaatsen in de nabije omgeving
De onderstaande figuur toont nabijgelegen plaatsen in een straal van 12 km rond Otis Orchards-East Farms.